# Дискримінація за ознакою сексуальної орієнтації і гендерної ідентичності
Дискримінація за ознакою сексуальної орієнтації і гендерної ідентичності — дискримінація, тобто порушення рівності прав та рівності можливостей людей за ознакою сексуальної орієнтації і гендерної ідентичності, яке не має розумного обґрунтування . 

## Визначення
Опубліковані 2007 року Джок'якартські принципи застосування міжнародно-правових норм про права людини щодо сексуальної орієнтації і гендерної ідентичності зараховують до дискримінації за ознакою сексуальної орієнтації і гендерної ідентичності будь-яку дискримінацію, що включає «розрізнення, виняток, обмеження або перевагу, засноване на сексуальній орієнтації або гендерній ідентичності, що має метою чи наслідком знищення або применшення права на рівність перед законом або рівний захист з боку закону, або визнання, використання чи здійснення на рівних засадах всіх прав людини та основних свобод».

## Регулювання в Україні
З 1 червня 2024 року набули чинності норми Закону України «Про медіа», які забороняють в медіа та на платформах спільного доступу до відео поширювати висловлювання, що підбурюють до дискримінації чи утисків стосовно окремих чи груп осіб за ознаками сексуальної орієнтації і гендерної ідентичності, і визначають поширення таких висловлювань аудіовізуальними, нелінійними аудіовізуальними, друкованими й онлайн-медіа як значні порушення.

## Приклади дискримінації
Прикладами дискримінації за ознакою сексуальної орієнтації і гендерної ідентичності, на думку Комітету ООН з прав людини та Європейського суду з прав людини, можуть бути :
- Встановлення різного віку сексуальної згоди для одностатевих та різностатевих стосунків.
- Заборона публічних заходів на підтримку ЛГБТ.
- Обмеження батьківських прав або відмову в усиновленні чи удочерінні унаслідок тієї чи іншої сексуальної орієнтації[1].

Наприкінці листопада 2023 року, як повідомили видання Радіо Свобода та радіостанція Німецька хвиля, Верховний суд Росії оголосив «екстремістською організацією» рух, якого юридично не існує, – «міжнародний громадський рух ЛГБТ», і заборонив його діяльність на території РФ. Також було повідомлено, що засідання суду було закрите, на нього, окрім представників Мін’юсту, нікого не пустили. Суддя розглянув позов за чотири години, а відповідне рішення суду набрало чинності негайно.